# Восходненська сільська рада
Восхо́дненська сільська́ ра́да — адміністративно-територіальна одиниця та орган місцевого самоврядування у Красногвардійському районі Автономної Республіки Крим. Адміністративний центр — село Восход.

## Загальні відомості
- Населення ради: 10 383 особи (станом на 2001 рік)

## Населені пункти
Сільській раді були підпорядковані населені пункти:
- с. Восход
- с. Володимирове
- с. Доходне
- с. Знам'янка
- с. Зоря
- с. Климове
- с. Нахімове
- с. Новосільці
- с. Плодородне
- с. Чапаєве

## Склад ради
Рада складалася з 30 депутатів та голови.
- Голова ради: Шантаєв Роман Сергійович
- Секретар ради: Коренчак Світлана Павлівна

### Керівний склад попередніх скликань
| Прізвище, ім'я, по батькові | Основні відомості                                                 | Дата обрання | Дата звільнення |
| --------------------------- | ----------------------------------------------------------------- | ------------ | --------------- |
| Терещенко Анатолій Іванович | Сільський голова, 1965 року народження, безпартійний              | 26.03.2006   | 31.10.2010      |
| Соломьонкова Марія Павлівна | Сільський голова, 1957 року народження, освіта вища, позапартійна | 31.10.2010   | 18.03.2012      |
| Шантаєв Роман Сергійович    | Сільський голова, 1983 року народження, освіта вища               | 18.03.2012   |                 |

Примітка: таблиця складена за даними сайту Верховної Ради України

### Депутати
За результатами місцевих виборів 2010 року депутатами ради стали:

#### За суб'єктами висування
| Суб'єкт висування                 | Кількість обраних депутатів | %    |
| --------------------------------- | --------------------------- | ---- |
| Самовисування                     | 26                          | 86,7 |
| Політична партія «Руська Єдність» | 4                           | 13,3 |

#### За округами
| № округу                          | Прізвище, ім'я, по батькові     | Дата визнання обраним | Освіта             | Партійна приналежність                       | Відомості про обраного депутата                                                         |
| --------------------------------- | ------------------------------- | --------------------- | ------------------ | -------------------------------------------- | --------------------------------------------------------------------------------------- |
| Політична партія «Руська Єдність» |                                 |                       |                    |                                              |                                                                                         |
| 4                                 | Крузе Валентина Володимирівна   | 03.11.2010            | вища               | член Політичної партії «Руська Єдність»      | Восходненська сільська рада, спеціаліст 1 категорії                                     |
| 9                                 | Романюк Світлана Миколаївна     | 03.11.2010            | середня спеціальна | член Політичної партії «Руська Єдність»      | Восходненский будинок культури, керівник студії                                         |
| 18                                | Сорокін Андрій Іванович         | 03.11.2010            | середня            | член Політичної партії «Руська Єдність»      | тимчасово не працює                                                                     |
| 24                                | Ковальова Оксана Вячеславівна   | 03.11.2010            | вища               | член Політичної партії «Руська Єдність»      | Климовська загальноосвітня школа, вчитель                                               |
| Самовисування                     |                                 |                       |                    |                                              |                                                                                         |
| 1                                 | Шантаєв Роман Сергійович        | 03.11.2010            | вища               | позапартійний                                | Красногвардійська РДА, програміст                                                       |
| 2                                 | Ярошенко Леонід Анатолійович    | 03.11.2010            | вища               | позапартійний                                | тимчасово не працює                                                                     |
| 3                                 | Золовський Геннадій Олексійович | 03.11.2010            | вища               | член Партії регіонів                         | Восходненське виробниче управління житлово-комунального господарства, механік           |
| 5                                 | Дорожкін Володимир Аркадійович  | 03.11.2010            | вища               | член Партії «Русько-Український Союз» (РУСЬ) | Красногвардійське ПТУ, керівник фізичного виховання                                     |
| 6                                 | Коваленко Ольга Федорівна       | 03.11.2010            | середня            | позапартійна                                 | приватний підприємець                                                                   |
| 7                                 | Сервулі Світлана Володимирівна  | 03.11.2010            | середня спеціальна | член Партії регіонів                         | Восходненське виробниче управління житлово-комунального господарства, старший контролер |
| 8                                 | Безбородов Петро Павлович       | 03.11.2010            | середня спеціальна | позапартійний                                | ПП « Транс-Ігриш», механік                                                              |
| 10                                | Мельник Світлана Анатоліївна    | 03.11.2010            | середня спеціальна | член Партії регіонів                         | тимчасово не працює                                                                     |
| 11                                | Коренчак Світлана Павлівна      | 03.11.2010            | вища               | член Партії регіонів                         | Восходненська сільська рада, секретар                                                   |
| 12                                | Осматеско Юлія Володимирівна    | 03.11.2010            | середня спеціальна | член Партії регіонів                         | Красногвардійська гідрометеорологічна станція, інженер                                  |
| 13                                | Саледінова Ельміра Аблекимівна  | 03.11.2010            | середня            | член Партії регіонів                         | ПП «Галица», продавець                                                                  |
| 14                                | Глушакова Олена Василівна       | 03.11.2010            | середня спеціальна | позапартійна                                 | Красногвардійська ЦРЛ, завідувачка складом                                              |
| 15                                | Соловйова Жанна Анатоліївна     | 03.11.2010            | середня спеціальна | позапартійна                                 | Восходненській дошкільний навчальний заклад «Сказка», машиніст по пранню білизни        |
| 16                                | Котик Віктор Іванович           | 03.11.2010            | середня спеціальна | позапартійний                                | приватний підприємець                                                                   |
| 17                                | Радченко Наталія Андріївна      | 03.11.2010            | середня спеціальна | член Партії регіонів                         | приватний підприємець                                                                   |
| 19                                | Захоженко Олег Віталійович      | 03.11.2010            | середня            | позапартійний                                | тимчасово не працює                                                                     |
| 20                                | Клечикова Галина Антонівна      | 03.11.2010            | середня            | член Партії регіонів                         | тимчасово не працює                                                                     |
| 21                                | Єрмакова Ірина Петрівна         | 03.11.2010            | середня            | позапартійна                                 | пенсіонер                                                                               |
| 22                                | Агаджанов Анатолій Михайлович   | 03.11.2010            | середня            | позапартійний                                | приватний підприємець                                                                   |
| 23                                | Жмарьова Марина Анатоліївна     | 03.11.2010            | середня спеціальна | позапартійна                                 | тимчасово не працює                                                                     |
| 25                                | Ніколаєва Ремзіє Ісмагамбаївна  | 03.11.2010            | середня спеціальна | позапартійна                                 | тимчасово не працює                                                                     |
| 26                                | Брюханов Євгеній Геннадійович   | 30.05.2011            | вища               | член Партії регіонів                         | Климівська загальноосвітня школа, вчитель                                               |
| 27                                | Кочукова Ганна Василівна        | 03.11.2010            | середня спеціальна | член Партії регіонів                         | с. Чапаєве, завідувачка ФАП                                                             |
| 28                                | Гулая Тетяна Іванівна           | 03.11.2010            | середня            | член Партії регіонів                         | тимчасово не працює                                                                     |
| 29                                | Іванов Геннадій Іванович        | 03.11.2010            | середня спеціальна | позапартійний                                | ПП «Лан-Супер», приватний підприємець                                                   |
| 30                                | Пузікова Ірина Іванівна         | 03.11.2010            | середня            | позапартійна                                 | тимчасово не працює                                                                     |